# Hic est locus ubi mors gaudet succurrere vitae

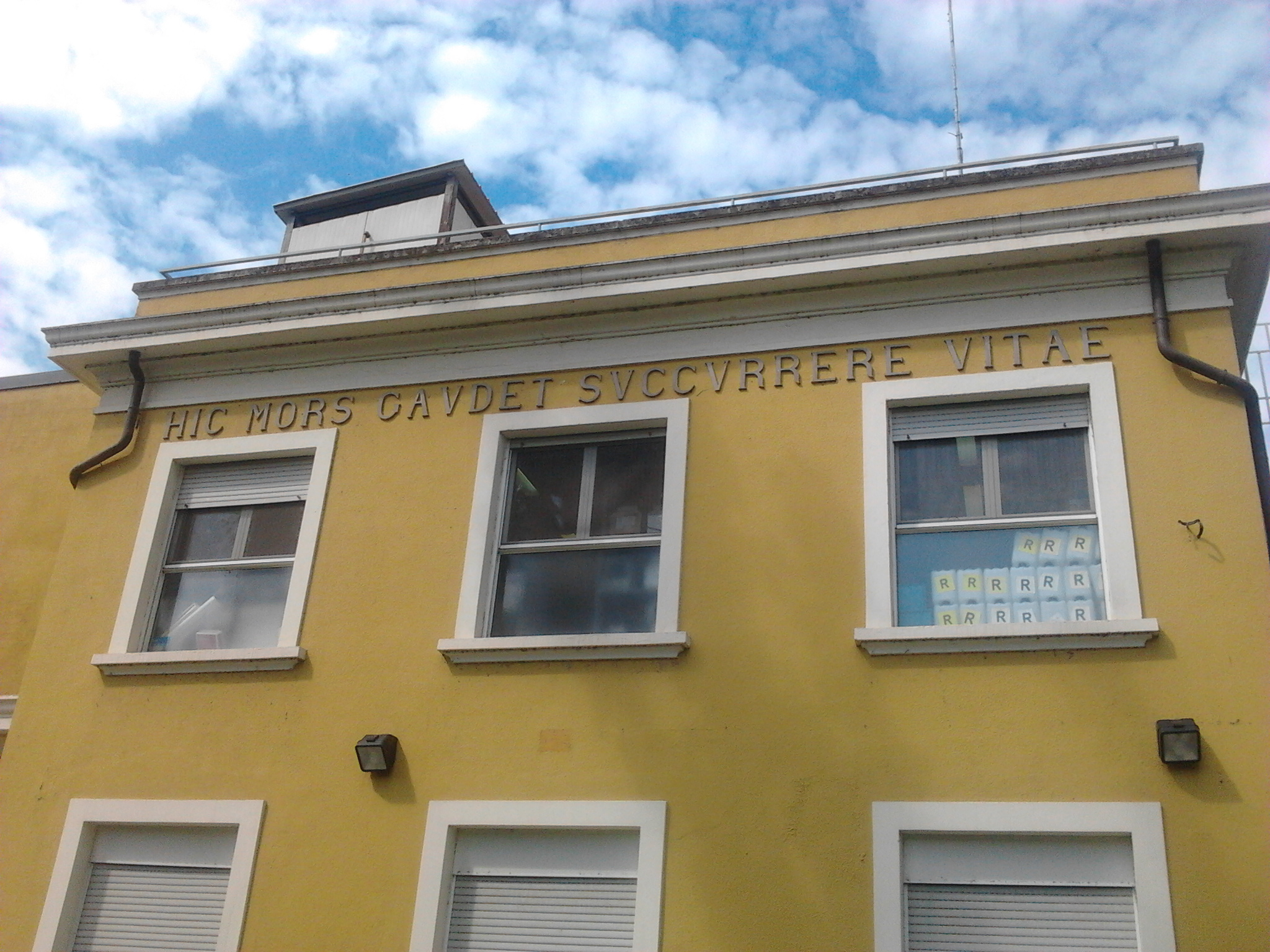
Variante dell'iscrizione sull'obitorio del Policlinico San Matteo di Pavia

La locuzione Hic est locus ubi mors gaudet succurrere vitae, tradotta letteralmente, significa "È questo il luogo dove la morte gode nel dare soccorso alla vita". Può essere talvolta preceduta dall'invocazione iniziale Taceant colloquia; effugiat risus (ovvero "Tacciano i colloqui, fugga il riso."; essa stessa parte di un'altra massima latina più ampia che talvolta spicca sui muri degli ospedali e recita: "Praesente aegroto taceant colloquia, effugiat risus, namque omnia dominatur morbus" che, tradotta, significa "In presenza del malato tacciano i colloqui, fugga il riso, perché la malattia domina su tutto"). 

## Descrizione
È una delle tante riflessioni sulla caducità della natura umana. 
Campeggia all'ingresso del Teatro Anatomico di Padova, il più antico teatro anatomico stabile della storia, situato all'interno di Palazzo del Bo, sede dell'università e fatto costruire nel 1594 dal celebre anatomista Girolamo Fabrici d'Acquapendente, uno dei pionieri della medicina moderna che fu anche maestro dello scopritore della circolazione William Harvey.
Nella versione dettata dall'anatomo-patologo Luciano Armanni che si trova sull'ingresso della sala anatomica dell'Ospedale degli Incurabili di Napoli, san Giuseppe Moscati, volendo togliere alla medicina un senso prettamente laico, fece aggiungere, all'interno della sala, la frase "Ero mors tua, o mors" insieme ad un crocifisso.
Tale iscrizione latina è comunque divenuta popolare nel mondo degli anatomo-patologi e si può trovare riportata, più o meno tradotta, sui muri di sale autoptiche e di obitori in varie parti del mondo.